# Maksymilian Tytus Huber

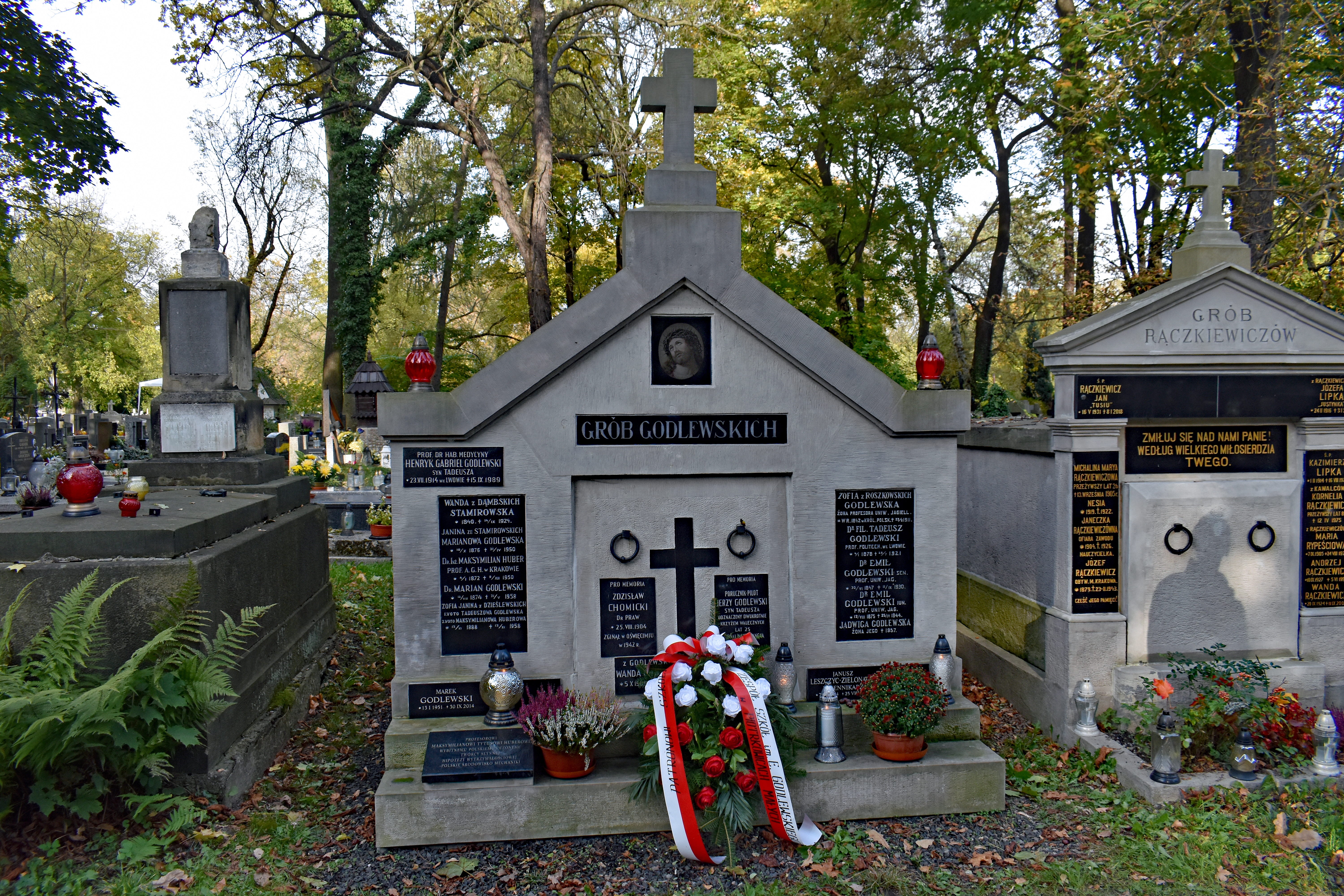
Grobowiec rodziny Godlewskich na cmentarzu Rakowickim w Krakowie

Maksymilian Tytus Huber (ur. 4 stycznia 1872 w Krościenku nad Dunajcem, zm. 9 grudnia 1950 w Krakowie) – polski naukowiec, inżynier mechanik.

## Życiorys
Syn Maksymiliana i Marii z Rzesińskich. W 1889 ukończył gimnazjum klasyczne we Lwowie, następnie podjął studia na Wydziale Inżynierii Lwowskiej Szkoły Politechnicznej, ukończone w 1895. Jako wybitny inżynier został asystentem w Katedrze Budowy Dróg i Tuneli macierzystej uczelni. Odbył roczne studia uzupełniające (studiował matematykę) na Uniwersytecie w Berlinie (1895–1896). Po powrocie obronił pracę doktorską z teorii sprężystości ciał stałych. Od 1908 był profesorem Politechniki Lwowskiej. W czasie I wojny światowej służył w wojsku austriackim – bronił twierdzy Przemyśl. Lata 1915–1917 spędził w niewoli rosyjskiej. W Rosji pozostał do 1918, ucząc fizyki w polskim gimnazjum w Kazaniu i przewodnicząc Związkowi Pracowników Polskiej Sekcji Kazańskiej Rady Wygnańczej. Po wojnie wrócił do pracy na Politechnice Lwowskiej. Był jej rektorem dwukrotnie: w roku akademickim 1914/15 i 1921/22. W 1920 brał udział w obronie Lwowa przed bolszewikami. W 1928 opuścił Lwów i zamieszkał w Warszawie. Pracował jako kierownik Katedry Mechaniki Politechniki Warszawskiej. W roku 1933 został członkiem Tymczasowego Komitetu Doradczo-Naukowego.
Pracował społecznie w Zarządzie Kasy im. Józefa Mianowskiego. Był prezesem Akademii Nauk Technicznych.
Po przeżyciach w okupowanej Warszawie (powstanie warszawskie) znalazł się w obozie przejściowym dla ludności Warszawy w Pruszkowie, a później w Zakopanem. W 1945 zamieszkał w Gdańsku i organizował Politechnikę Gdańską. Podjął się kierowania dwiema katedrami oraz urządzenia laboratorium wytrzymałości i mechaniki. W 1949 zamieszkał w Krakowie i przyjął funkcję kierownika specjalnie dla niego utworzonej Katedry Wyższych Zagadnień Mechaniki w AGH.
Prowadził teoretyczne prace badawcze z zakresu mechaniki klasycznej i wytrzymałości materiałów. Sformułował hipotezę wytężenia materiału, będącą obecnie jednym z podstawowych wzorów we wszelkich obliczeniach wytrzymałościowych.
Był doktorem honoris causa Akademii Górniczej w Krakowie (1945), Politechniki Warszawskiej (1947) i Gdańskiej (1950). Za osiągnięcia naukowe otrzymał Nagrodę Państwową I Stopnia (1949).
Materiały archiwalne Maksymiliana Tytusa Hubera znajdują się w PAN Archiwum w Warszawie pod sygnaturą III-30.
Zmarł w Krakowie. Pochowany na cmentarzu Rakowickim (kwatera X-płd-po prawej Piwockich).
Maksymilian Tytus Huber był ojcem Marii Rzepińskiej, historyka i krytyka sztuki.

## Ordery i odznaczenia
- Krzyż Komandorski Orderu Odrodzenia Polski (7 listopada 1925)[10]
- Złoty Krzyż Zasługi (trzykrotnie: po raz pierwszy 11 listopada 1936[11], po raz trzeci 11 lipca 1948[12])
- Medal Zwycięstwa i Wolności 1945 (1946)
- Odznaka pamiątkowa „Orlęta” (1920)

## Upamiętnienie
Imię Maksymiliana Tytusa Hubera nosi Zespół Szkół Mechanicznych nr 2 w Bydgoszczy, Zespół Szkół nr 5 w Wałbrzychu, Zespół Szkół Elektryczno-Elektronicznych w Szczecinie, Zespół Szkół Chłodniczych i Elektronicznych w Gdyni.

## Publikacje
- O podstawach teoryi wytrzymałości, Prace Matematyczno-Fizyczne, Warszawa, tom XV, s. 47-59, 1904 (napisano w Krakowie w październiku 1903).
- Właściwa praca odkształcenia jako miara wytężenia materyału, Towarzystwo Politechniczne, Lwów, 1904.
- Rola teoryi w umiejętnościach technicznych, Czasopismo Techniczne, nr.30, Lwów, 1912.
- Ogólna teorya płyt żel.-betonowych i jej praktyczne zastosowanie do płyty prostokątnej podpartej wzdłuż całego obwodu, I. Związkowa Drukarnia, s. 29, Lwów 1914.
- Albert Einstein i jego teorja, Słowo polskie, s. 31, Lwów 1920.
- Prace Maksymiliana Hubera dostępne w Sieci (Katalog HINT).